# Bolanthus creutzburgii
Bolanthus creutzburgii är en nejlikväxtart. Bolanthus creutzburgii ingår i släktet Bolanthus och familjen nejlikväxter.

## Underarter
Arten delas in i följande underarter:
- B. c. creutzburgii
- B. c. zaffranii